# Wasserkraftwerk Niederried-Radelfingen
Das Wasserkraftwerk Niederried-Radelfingen ist ein Laufwasserkraftwerk an der Aare bei Niederried bei Kallnach, das 1963 in Betrieb genommen wurde. Die Anlage ist beinahe baugleich mit dem Wasserkraftwerk Aarberg ungefähr fünf Kilometer unterhalb. Die installierte Leistung beträgt 15 MW und die mittlere Jahresproduktion 77 GWh. Das Wasser der Aare wird von zwei Kaplanturbinen genutzt, wobei ein Gefälle von 10 m zur Verfügung steht. Es können maximal 190 m³/s Wasser verarbeitet werden.
An der Stelle des Wasserkraftwerks Niederried-Radelfingen befand sich bereits seit 1913 eine Wehranlage, welche den Stausee Niederried aufstaut und das Aare-Wasser durch einen Stollen zum Kraftwerk Kallnach leitet. Im Zusammenhang mit dem Bau des Wasserkraftwerk Niederried-Radelfingen wurde die Wehranlage erneuert und das neue Kraftwerk darin integriert. Es nutzt die Energie des Aarewassers, das nicht in den Stollen nach Kallnach geleitet wird, sondern über das Wehr in das Bett der Aare fliesst.
Das Wasserkraftwerks Niederried-Radelfingen wird von der BKW betrieben und gehört zu einem System von fünf Kraftwerken, die zwischen Wohlensee und dem Bielersee die Energie des Aare-Wassers nutzen.
| \| \| |
| Lagekarte der Kraftwerke zwischen Bern und Bielersee. Die Anlagen westlich des Wohlensees werden von der BKW betrieben. |
| |

## Bilder

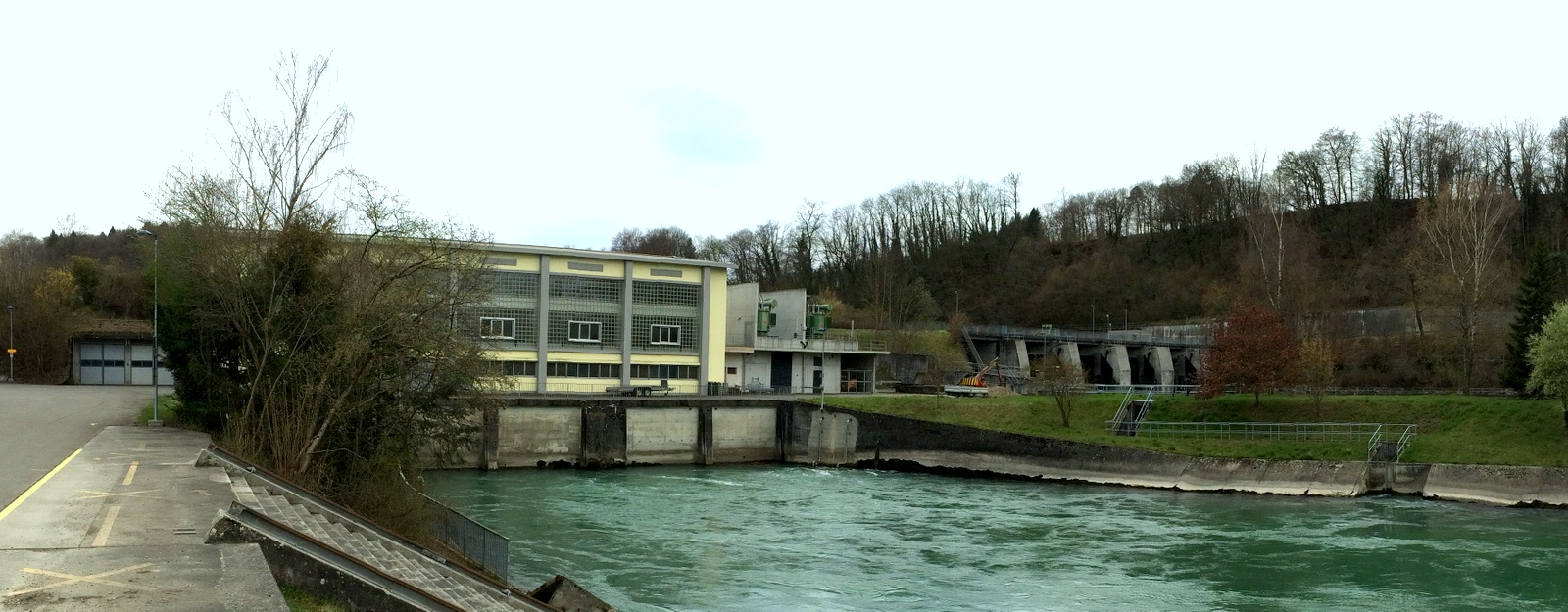
Ansicht der Anlage von der Talseite
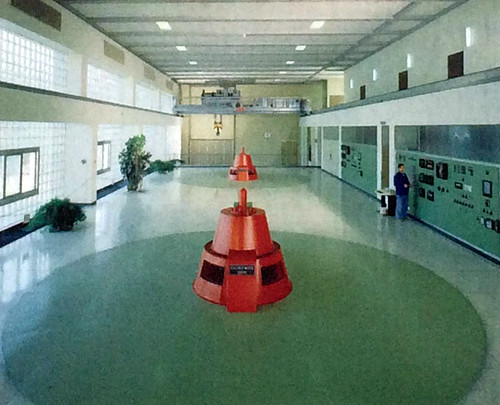
Maschinensaal
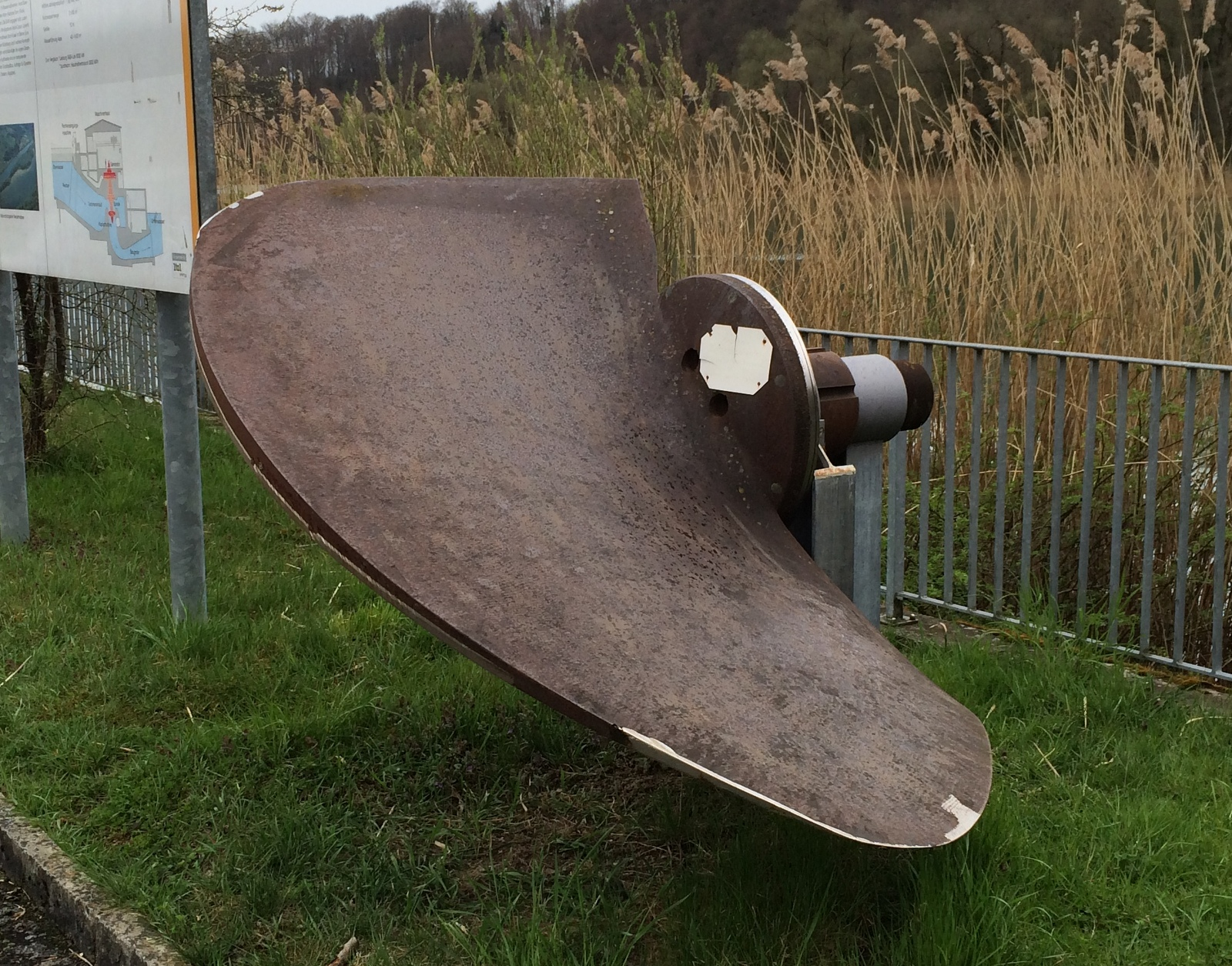
Propellerblatt der Kaplanturbine
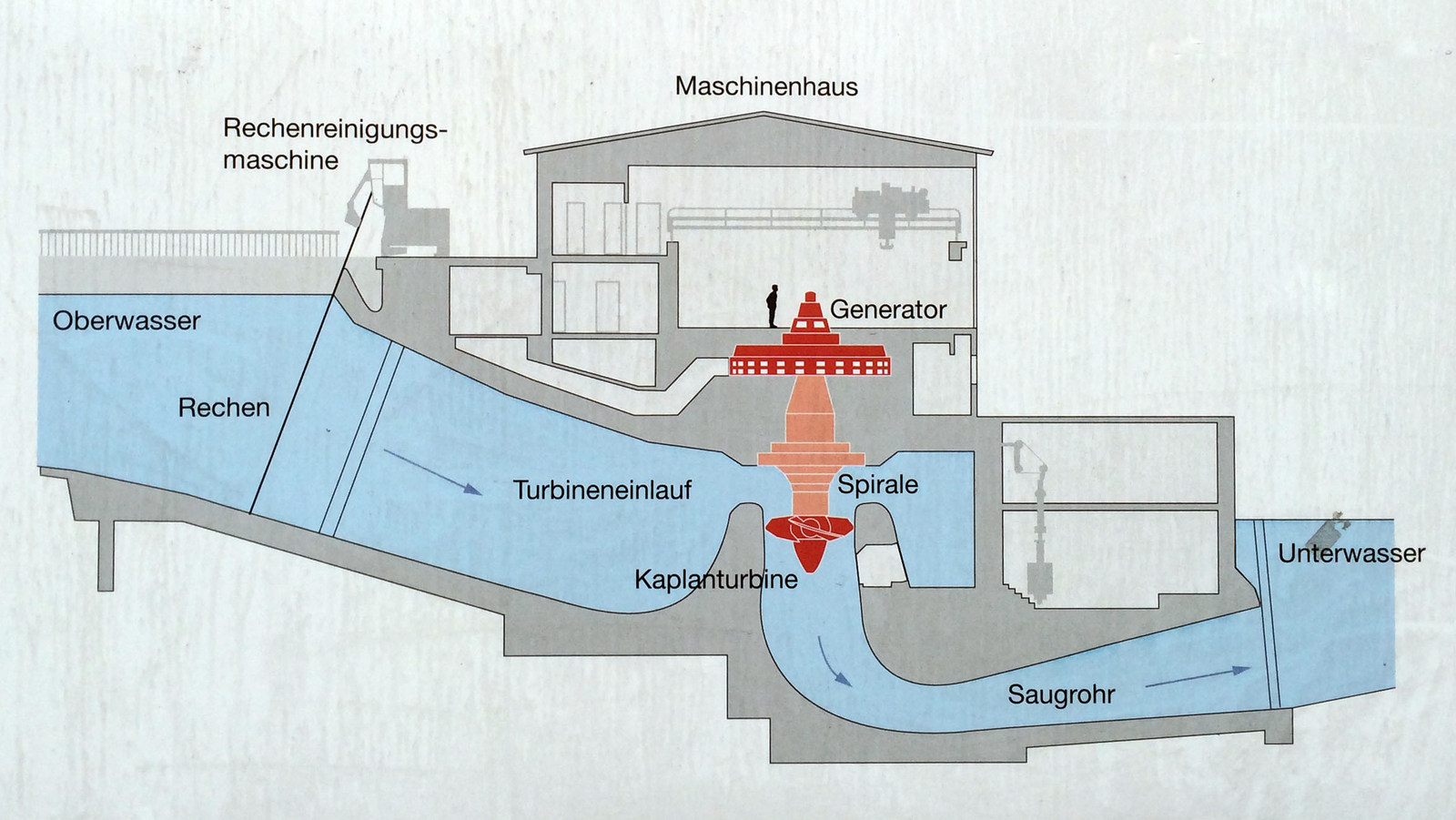
Schnittzeichnung der Anlage